# 表参道バス
表参道バス（おもてさんどうバス）は、かつて東京・表参道において運行されていた路線バスである。
表参道バスは明治神宮の鎮座祭が行われた翌年である1920年（大正9年）に運行が開始された。路線の始点は青山北町（現在の港区北青山3丁目）の「善光寺前」停留所で、終点は明治神宮前で原宿駅脇の「神宮橋」（現在の渋谷区神宮前1/6丁目）であった。
この路線の運行は明治神宮への参拝客が第一に想定されていたが、当時東京市電が走っていた青山通りと山手線の原宿駅を乗り継ぐ日常の交通としても大いに利用され、近隣の住民の間では「青バス」との通称で呼ばれていた。

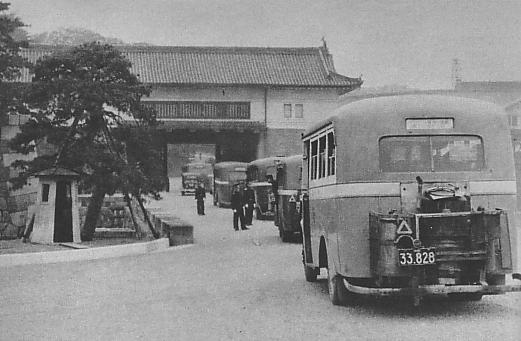
東京の木炭バス
1941年（昭和16年）撮影

昭和10年代になると戦時体制がとられ、燃料統制から木炭バスで運行されるようになった。それでも大東亜戦争が激化する前までは、運転手がバス後部の木炭釜で焼き芋を焼き、乗客の子供に与えるなどののどかな光景も見られたという。
渋谷区のコミュニティバス「ハチ公バス」において2008年（平成20年）2月に運行が開始された路線「神宮の杜ルート」の、「明治神宮」停留所-「表参道駅」停留所間は、かつての表参道バスの運行路線と重なっている。